# Nová Dědina (okres Kroměříž)
Obec Nová Dědina se nachází v okrese Kroměříž ve Zlínském kraji. Žije zde 432 obyvatel. Nachází se 14,3 km od města Kroměříž.

## Historie
První písemná zmínka o obci pochází z roku 1350. Nynější Novou Dědinu založil 5. dubna 1656 tehdejší pán kvasického panství hrabě Jan Rottal.
Ovšem první stopy osídlení katastru pocházejí ze starší doby kamenné, z období posledního zalednění. V této době bylo v okolí obce situováno několik stanic lovců mamutů. Nálezy odštěpků ze severských pazourků, ale i místních surovin, jsou toho přímým dokladem. Tyto nálezy jsou uloženy v Zemském muzeu v Brně a v muzeu v Olomouci.

## Obyvatelstvo

### Struktura
Vývoj počtu obyvatel za celou obec i za jeho jednotlivé části uvádí tabulka níže, ve které se zobrazuje i příslušnost jednotlivých částí k obci či následné odtržení.
| Místní části   | Místní části     | 1869 | 1880 | 1890 | 1900 | 1910 | 1921 | 1930 | 1950 | 1961 | 1970 | 1980 | 1991 | 2001 | 2011 |
| -------------- | ---------------- | ---- | ---- | ---- | ---- | ---- | ---- | ---- | ---- | ---- | ---- | ---- | ---- | ---- | ---- |
| Počet obyvatel | část Nová Dědina | 585  | 728  | 700  | 665  | 655  | 631  | 562  | 532  | 572  | 516  | 463  | 432  | 420  | 409  |
| Počet domů     | část Nová Dědina | 102  | 117  | 121  | 125  | 131  | 132  | 132  | 139  | 136  | 138  | 137  | 142  | 148  | 152  |

## Osobnosti
- Zdeněk Mlčoch (1921–1995), malíř, ilustrátor, grafik a typograf

## Pamětihodnosti
- Pomník padlým
- Několik křížů